# Emil Engelhardt
Emil Adolf Engelhardt (* 10. April 1887 in Neudorf; † 9. November 1961 in Dötlingen) war ein deutscher Pfarrer, Philosoph und Schriftsteller.

## Leben
Engelhardt studierte nach dem Abitur Evangelische Theologie und beschäftigte sich dabei insbesondere mit Personen und Texten der Religions- und Zeitgeschichte. In der Studienzeit bereiste er mit einigen Jugendfreunden England.
1911 ist Engelhardt Stadtvikar in Regensburg. In dieser Zeit beschäftigte er sich in seiner Aufgabe als Religionslehrer mit religiöser Kinder- und Jugendpsychologie.
In den 1920er Jahren setzte er sich vor allem mit neuen, religiösen Strömungen auseinander, wobei er speziell gegen die Anthroposophie Rudolf Steiners Stellung bezog. Er trat hervor mit Büchern über indisches Denken, vor allem aus der Feder von Tagore, und über Yoga sowie als Übersetzer schwedischer Volkslieder.
Im Jahre 1939 erklärte er seine Mitarbeit am Institut zur Erforschung und Beseitigung des jüdischen Einflusses auf das deutsche kirchliche Leben.
In den Jahren 1941–1948 lebte Engelhardt in Allensbach am Bodensee. Dort bewohnte er zusammen mit Frau und Sohn ein Haus, das nach seinen Plänen umgebaut wurde, so dass es ein großes Arbeitszimmer erhielt, das auch als Versammlungsraum genutzt werden konnte. Am öffentlichen Leben in Allensbach nahm Engelhardt kaum teil und wirkte vor Ort auch nicht als Pfarrer. In amtlichen Dokumenten bezeichnete er sich selbst als Schriftsteller. Schon vor dem Einmarsch der französischen Armee am 26. April 1945 verbrannte Engelhardt große Mengen von Büchern und Dokumenten, die im Haus lagerten. Im Mai 1945 wurde sein Anwesen beschlagnahmt, Engelhardt war zuvor schon von den französischen Streitkräften interniert worden.
Emil Engelhardt hatte einen Sohn, der in Konstanz die Schule besuchte, 1944 eingezogen wurde und seit Januar 1945 in Russland vermisst ist.

## Werke
- Der Erfolg des Religionsunterrichts. Ein Beitrag zur religiösen Jugendpsychologie. In Monatsblätter für evangelischen Religionsunterricht, hrsg. von Heinrich Spanuth, Vierter Jahrgang, Vandenhoeck & Ruprecht, Göttingen 1911. (online)
- Die Fichte-Hochschule in Hamburg. Aufbau, Verwaltung und Arbeit 1917 bis 1919. Deutsches Volkstum, Hamburg 1919.
- Die Volkshochschule in Deutschland. Kritik und Aufbau. Vogel, Hamburg 1919.
- Minne und Liebe, Neuwerk Verlag 1920.
- Gegen Muck und Muckertum. Eine Auseinandersetzung über die höhere freie Liebe mit Muck-Lamberty und Gertrud Prellwitz. Greifenverlag, Hartenstein i. Sa. 1921.
- Diplomatie der Ehe. Vom Alltag zu zweien. Lebensweiser, Gelnhausen-Gettenbach 1949.
- Pontiac. Nach zeitgenössischen Aufzeichnungen. Voggenreiter, Bad Godesberg 1943.

## Als Übersetzer
- Rabindranath Tagore: Die Religion des Menschen. Hyperion, Freiburg i. Br. 1962.